# لين نيستروم
لين غراوفورد نيستروم (بالنرويجية: Lene Grawford Nystrøm‏) هي مغنية وكاتبة وممثلة نرويجية ولدت في يوم 2 أكتوبر 1973 في بلدة تونسبرغ في النرويج. اشتهرت لقيادتها لفرقة أكوا الدنماركية.